# カルロス・フェリペ・デ・アブスブルゴ＝ロレナ
カルロス・フェリペ・デ・アブスブルゴ＝ロレナ（スペイン語: Carlos Felipe de Habsburgo-Lorena）は、ハプスブルク＝ロートリンゲン家の一員。最後のオーストリア皇帝・福者カール1世の三男であるフェリックスの長男。
1954年、メキシコシティで誕生した。
スペイン・バルセロナのESADEで経営管理学およびファイナンスの修士号を取得し、モンテレイ工科大学とメキシコ自治工科大学、メキシコ大学院大学で学んだ。2000年より、資産管理会社「Habsburg Financial Services」の社長。
モレリア音楽祭会長。
メキシコ第二帝政の皇帝マクシミリアンの弟の子孫でメキシコ生まれであることから、一部の君主主義者によってメキシコ帝位請求者として支持される。